# Loefsgerecht van Ruwiel
Loefsgerecht van Ruwiel of Lage Haar was tot 1812 gerecht in de huidige gemeente Stichtse Vecht

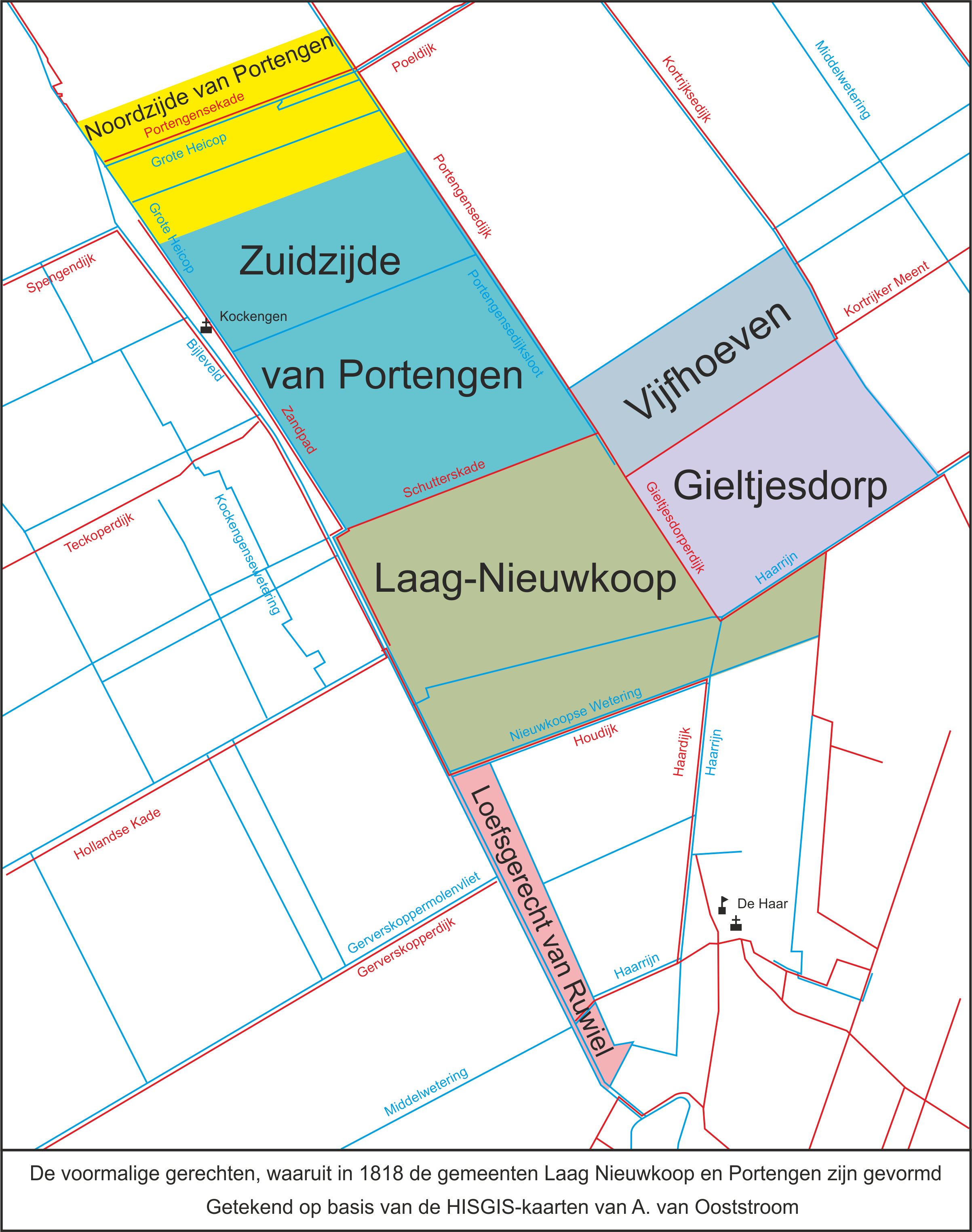

Het gerecht is genoemd naar Loef van Ruwiel. Er is geen verband met de latere gemeente Ruwiel. Op zijn laatst in 1589 werd Loefsgerecht van Ruwiel deel van een complex van heerlijkheden onder een gemeenschappelijk bestuur. Uiteindelijk bestond het gerecht uit een schout en elf schepenen:
- Gerecht Laag Nieuwkoop: 2 schepenen;
- Gerecht Portengen-Zuideinde: 2 schepenen;
- Loefsgerecht van Ruwiel: 1 schepen;
- Gerecht Gieltjesdorp: 2 schepenen;
- Gerecht Vijfhoeven: 1 schepen;
- Gerecht Gerverskop-Utenhams: 1 schepen;
- Gerecht Gerverskop-Staten: 2 schepenen.

In 1795 wordt er uit zeven gerechten, waaronder Loefsgerecht van Ruwiel een groot gerecht Kockengen gevormd. Al in 1798 komt er een nieuwe combinatie van elf gerechten, waaronder Loefsgerecht van Ruwiel tot een gemeente Breukelen. In 1801 wordt deze gemeente opgeheven en wordt de oude situatie hersteld. Op 1 januari 1812 wordt er opnieuw een gemeente Breukelen gevormd, nu uit 10 voormalige gerechten. Op 1 januari 1818 wordt de gemeente Breukelen opgedeeld in vijf nieuwe gemeentes. Loefsgerecht van Ruwiel komt bij de gemeente Laag Nieuwkoop. Laag Nieuwkoop met Loefsgerecht van Ruwiel wordt op 1 mei 1942 bij de gemeente Kockengen gevoegd. Vervolgens komt het gebied op 1 januari 1989 bij Breukelen en op 1 januari 2011 bij Stichtse Vecht.